# Aree naturali protette della Campania
Le aree naturali protette della Campania occupano un territorio pari al 25% dell'intera superficie regionale e coprono per lo più il piano montano o collinare, salvo in rare eccezioni come nella valle del Sele e del Volturno.

## Parchi nazionali

### Parco nazionale del Vesuvio

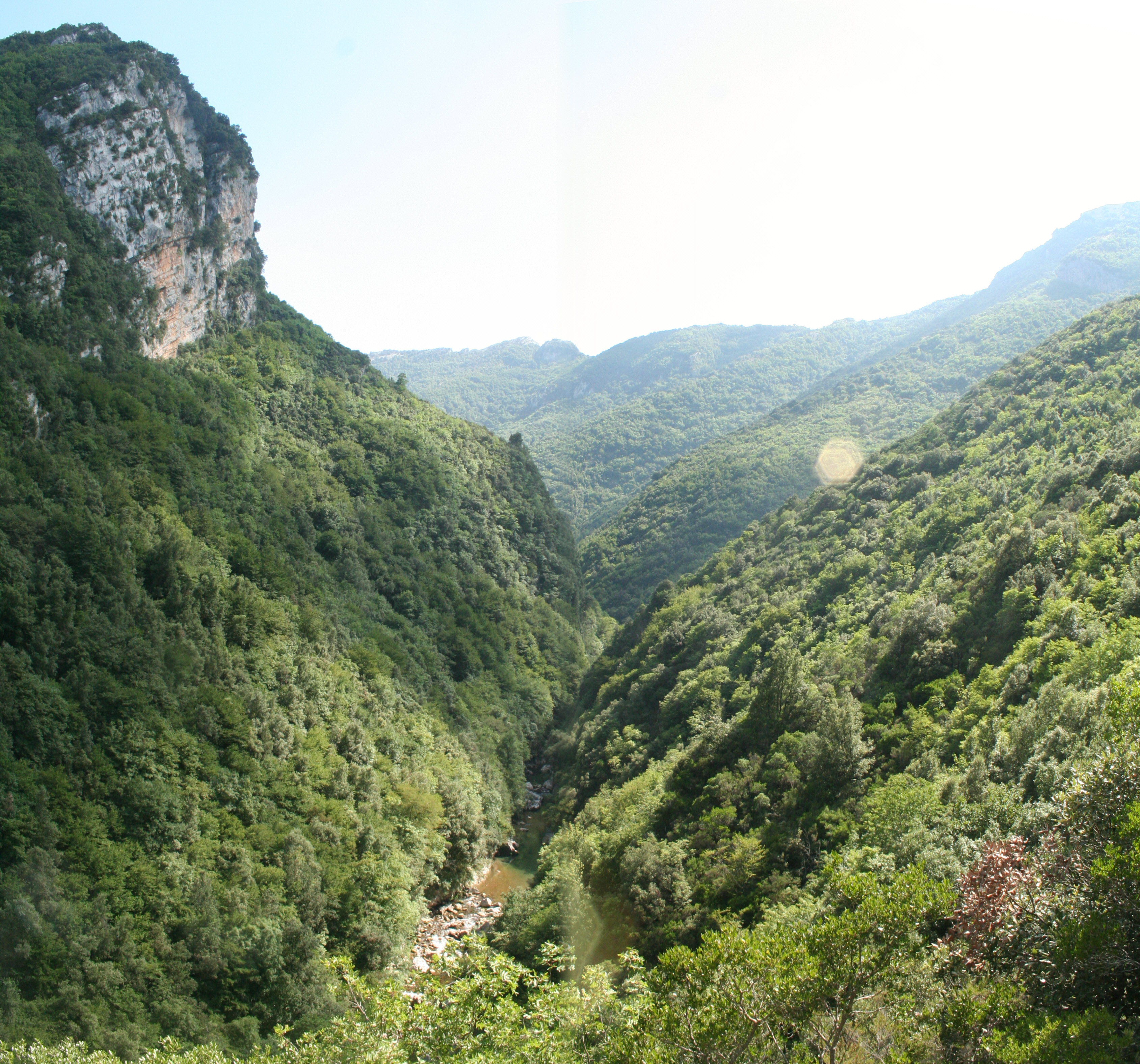
La Valle del fiume Calore nei pressi di Felitto, nel Cilento

Il Parco nazionale del Vesuvio è nato il 5 giugno 1995 per il grande interesse geologico, biologico e storico che il suo territorio rappresenta. La sede dell'Ente parco è collocata nel comune di Ottaviano. L'area protetta è coperta dai boschi e dalle macchie del piano collinare del Vesuvio fino alle colate laviche della cima del monte. Interessanti elementi floristici endemici lo contraddistinguono come il lichene Stereocaulon vesuvianum e la Genista aetnensis, nonché l'importante stazione relitta di Betula pendula sul Monte Somma e nella Valle del Gigante.

### Parco nazionale del Cilento, Vallo di Diano e Alburni
Il parco nazionale del Cilento, Vallo di Diano e Alburni è senza dubbio l'area protetta più importante e la più vasta di tutta la regione. E', inoltre, il parco nazionale più esteso, raggiungendo i 181.048 ettari. È formato dal contributo di 80 comuni e 8 Comunità montane. Dal 1998, insieme con i siti archeologici di Poseidonia (la romana Paestum) e Elea (la romana Velia) e la certosa di Padula, il parco nazionale del Cilento, Vallo di Diano e Alburni è parte del patrimonio dell'Umanità sotto l'egida Unesco. Dal 1997 il parco è Riserva della biosfera e, dal 2010, è il primo parco nazionale italiano a diventare "Geoparco". Ricchissima di biodiversità, è stata istituita per preservare un variegato sistema di ambienti e specie animali e vegetali. Il più celebre ed interessante endemismo del parco è la Primula palinuri; nel piano montano si segnala inoltre la presenza dell'aquila (Aquila chrysaetos), il corvo imperiale (Corvus corax) e la lontra (Lutra lutra).

### Parco nazionale del Matese
Il Parco nazionale del Matese è nato ufficialmente nell'aprile 2025, derivando dal Parco regionale del Matese. Si estende su una superficie di 87 897,7 ettari (di cui 57% in Campania e 43% in Molise), interessando 54 comuni (31 in Campania e 23 in Molise).

## Parchi regionali

### Parchi naturali regionali
- Parco naturale Diecimare in Provincia di Salerno
- Parco regionale Monti Picentini in Provincia di Avellino
- Parco regionale dei Monti Lattari  nella città metropolitana di Napoli e in Provincia di Salerno
- Parco regionale del Partenio in Provincia di Avellino, Provincia di Benevento, Provincia di Caserta e Città metropolitana di Napoli
- Parco regionale di Roccamonfina-Foce Garigliano in Provincia di Caserta
- Parco regionale del Taburno - Camposauro in Provincia di Benevento
- Parco regionale dei Campi Flegrei  nella città metropolitana di Napoli
- Parco regionale Bacino Idrografico del fiume Sarno  nella città metropolitana di Napoli e in Provincia di Salerno

## Riserve Naturali Statali
- Riserva naturale Castelvolturno in Provincia di Caserta
- Riserva naturale statale Isola di Vivara nella città metropolitana di Napoli
- Riserva naturale Cratere degli Astroni nella città metropolitana di Napoli
- Riserva naturale Tirone Alto Vesuvio nella città metropolitana di Napoli
- Riserva naturale Valle delle Ferriere in Provincia di Salerno

## Riserve Naturali Regionali
- Riserva naturale Foce Sele - Tanagro in Provincia di Avellino e Salerno
- Riserva naturale Foce Volturno - Costa di Licola in Provincia di Caserta e nella città metropolitana di Napoli
- Riserva naturale Lago Falciano in Provincia di Caserta.
- Riserva naturale Monti Eremita - Marzano in Provincia di Salerno.

## Aree Marine Protette
- Area naturale marina protetta Punta Campanella  nella città metropolitana di Napoli
- Area marina protetta Regno di Nettuno  nella città metropolitana di Napoli
- Area marina protetta Santa Maria di Castellabate in Provincia di Salerno
- Area marina protetta Costa degli Infreschi e della Masseta in Provincia di Salerno

## Aree Naturali Protette
- Parco sommerso di Baia  nella città metropolitana di Napoli
- Parco sommerso di Gaiola  nella città metropolitana di Napoli

## Aree Naturali Protette Regionali
- Oasi Bosco di San Silvestro in Provincia di Caserta
- Oasi naturale del Monte Polveracchio in Provincia di Salerno
- Parco Metropolitano delle Colline di Napoli  nella città metropolitana di Napoli
- Area naturale Baia di Ieranto  nella città metropolitana di Napoli

## Altre Aree Naturali
- Oasi naturale Bosco Camerine in Provincia di Salerno - non incluso nell'EUAP.
- Oasi naturale Valle della Caccia in Provincia di Avellino - non incluso nell'EUAP
- Sito di Importanza Comunitaria del Fiume Alento in Provincia di Salerno - non incluso nell'EUAP
- Oasi di Persano in Provincia di Salerno - non incluso nell'EUAP
- Oasi Grotte del Bussento in Provincia di Salerno - non incluso nell'EUAP
- Oasi Lago di Conza in Provincia di Avellino - non incluso nell'EUAP
- Oasi Monte Accellica in Provincia di Salerno - non incluso nell'EUAP
- Oasi Zone Umide Beneventane in provincia di Benevento - non incluso nell'EUAP
- Oasi Bosco Croce
- Oasi Lago di Campolattaro
- Oasi Montagna di Sopra
- Oasi Le Mortine
- Oasi Torre di Mare
- Riserva marina di Punta Licosa